# Pjotr Nikolajewitsch Sedow
Pjotr Nikolajewitsch Sedow (russisch Пётр Никола́евич Седо́в; * 24. August 1990 in Kremljow, Oblast Gorki, Russische SFSR, Sowjetunion) ist ein ehemaliger russischer Skilangläufer.

## Werdegang
Seinen ersten internationalen Wettkampf bestritt Sedow im Alter von 17 Jahren beim European Youth Olympic Festival im spanischen Jaca. Dort gewann er hinterm dem Deutschen Tim Tscharnke die Silbermedaille über 10 Kilometer Freistil. Zudem gewann er die Bronzemedaille über 7,5 Kilometer klassisch. In der Saison 2007/08 startete er erstmals im Eastern Europe Cup, wo er mit dem neunten Platz im Verfolgungswettbewerb in Rybinsk überzeugen konnte. In dieser Saison hatte er auch seinen ersten Einsatz bei den Juniorenweltmeisterschaften. Im italienischen Mals wurde er hinter Philipp Marschall Junioren-Vizeweltmeister über 20 Kilometer Freistil (Massenstart) und gewann mit der russischen Staffel die Goldmedaille. Ein Jahr später wurde er zu einem der erfolgreichsten Athleten und gewann bei den Junioren-Skiweltmeisterschaften 2009 in Praz de Lys Sommand die Goldmedaillen über 10 Kilometer Freistil, im Skiathlon und mit der russischen Staffel. Dies ermöglichte ihm einen Einsatz im Skilanglauf-Weltcup. Im finnischen Lahti gelang es ihm gleich bei seinem ersten Start als Zehnter über 15 Kilometer Freistil in die Weltspitze vorzulaufen und sich seine ersten Weltcuppunkte zu sichern. Auch bei den Juniorenweltmeisterschaften 2010 in Hinterzarten vergrößerte er seine Medaillensammlung. Er gewann den Skiathlonwettbewerb, die Silbermedaille im Staffelwettbewerb und die Bronzemedaille über 10 Kilometer klassisch. Auch bei seinem einzigen Weltcupstart in der Saison 2009/10 im kanadischen Canmore konnte er als Achter erneut in den Top Ten platzieren. So wurde er überraschend für die Olympischen Winterspiele 2010 in Vancouver nominiert. Dort belegte er die Plätze 24 und 26 über 50 Kilometer klassisch (Massenstart) beziehungsweise 15 Kilometer Freistil. Mit der russischen Staffel wurde er Achter. Der endgültige Durchbruch im Seniorenbereich gelang ihm dann gleich zum Auftakt der Saison 2010/11 in Gällivare, wo er den fünften Platz über 15 Kilometer Freistil belegte. Auch beim Nordic Opening platzierte er sich als Gesamtachter erneut in den Top Ten. Mit zweiten Plätzen mit der Staffel in Gällivare und in La Clusaz kam er erstmals im Weltcup aufs Podest. Im Februar 2011 holte er in Rybinsk mit der Staffel seinen ersten Weltcupsieg. Im selben Monat belegte er bei den Nordischen Skiweltmeisterschaften 2011 in Oslo den 21. Platz im Skiathlon. Beim Weltcup-Finale in Falun errang er den 12. Platz und beendete die Saison auf dem 20. Platz im Gesamtweltcup und auf dem 13. Rang im Distanzweltcup. Zu Beginn der Saison 2011/12 errang er bei der Nordic Opening in Kuusamo den zehnten Platz. Im weiteren Saisonverlauf kam er im Weltcup dreimal unter die ersten Zehn. Bei den U23-Weltmeisterschaften 2012 in Erzurum belegte er den zehnten Platz über 15 km klassisch und den sechsten Rang im Skiathlon. Beim Weltcup-Finale erreichte er den 12. Gesamtrang. Dabei gewann er die Abschlussetappe. Im Gesamtweltcup errang er den 24. Platz. Nachdem er in der Saison 2012/13 pausierte, absolvierte er zu Beginn der Saison 2013/14 wieder ein Weltcuprennen in Davos und kam dabei auf den zehnten Rang über 30 km Freistil. Die Tour de Ski 2013/14 beendete er auf dem 36. Rang. In der folgenden Saison startete er im Eastern-Europe Cup. Dabei holte er zwei Siege und errang einmal den dritten Platz. In der Gesamtwertung kam er am Saisonende auf den fünften Platz. Im Februar 2016 holte er in Skiathlon in Syktywkar seinen dritten Sieg im Eastern-Europe Cup. Nach Platz drei über 15 km Freistil beim Eastern-Europe Cup in Krasnogorsk im Dezember 2016, errang er bei der Tour de Ski 2016/17 den 29. Platz. Im Februar 2017 holte er im Skiathlon in Pyeongchang seinen zweiten Weltcupsieg. Bei den Nordischen Skiweltmeisterschaften 2017 in Lahti belegte er den 31. Platz im 50-km-Massenstartrennen. Die Saison beendete er auf dem 29. Platz im Gesamtweltcup und auf dem 19. Rang im Distanzweltcup.
Sedow trat 2023 zurück.

## Erfolge

### Siege bei Weltcuprennen

#### Weltcupsiege im Einzel
| Nr. | Datum           | Ort         | Disziplin       |
| --- | --------------- | ----------- | --------------- |
| 1.  | 4. Februar 2017 | Pyeongchang | 30 km Skiathlon |

#### Etappensiege bei Weltcuprennen
| Nr. | Datum         | Ort   | Disziplin                 | Rennen              |
| --- | ------------- | ----- | ------------------------- | ------------------- |
| 1.  | 18. März 2012 | Falun | 15 km Verfolgung Freistil | Weltcup-Finale 2012 |

#### Weltcupsiege im Team
| Nr. | Datum           | Ort     | Disziplin           |
| --- | --------------- | ------- | ------------------- |
| 1.  | 6. Februar 2011 | Rybinsk | 4 × 10 km Staffel 1 |

### Siege bei Continental-Cup-Rennen
| Nr. | Datum            | Ort       | Disziplin       | Serie              |
| --- | ---------------- | --------- | --------------- | ------------------ |
| 1.  | 25. Februar 2015 | Rybinsk   | 15 km Freistil  | Eastern Europe Cup |
| 2.  | 1. März 2015     | Rybinsk   | 30 km Skiathlon | Eastern Europe Cup |
| 3.  | 29. Februar 2016 | Syktywkar | 30 km Skiathlon | Eastern Europe Cup |

## Platzierungen im Weltcup

### Weltcup-Statistik
Die Tabelle zeigt die erreichten Platzierungen im Einzelnen.
- 1.–3. Platz: Anzahl der Podiumsplatzierungen
- Top 10: Anzahl der Platzierungen unter den ersten zehn
- Punkteränge: Anzahl der Platzierungen innerhalb der Punkteränge
- Starts: Anzahl gelaufener Rennen in der jeweiligen Disziplin
- Hinweis: Bei den Distanzrennen erfolgt die Einordnung gemäß FIS.

| Platzierung         | Distanzrennen a | Distanzrennen a | Distanzrennen a | Distanzrennen a | Distanzrennen a | Skiathlon Verfolgung | Sprint | Etappen- rennen b | Gesamt | Team   | Team    |
| Platzierung         | ≤ 5 km          | ≤ 10 km         | ≤ 15 km         | ≤ 30 km         | > 30 km         | Skiathlon Verfolgung | Sprint | Etappen- rennen b | Gesamt | Sprint | Staffel |
| ------------------- | --------------- | --------------- | --------------- | --------------- | --------------- | -------------------- | ------ | ----------------- | ------ | ------ | ------- |
| 1. Platz            |                 |                 |                 |                 |                 | 2                    |        |                   | 2      |        | 1       |
| 2. Platz            |                 |                 |                 |                 |                 |                      |        |                   |        |        | 2       |
| 3. Platz            |                 |                 |                 |                 |                 |                      |        |                   |        |        |         |
| Top 10              | 1               |                 | 8               | 2               |                 | 5                    |        | 3                 | 19     |        | 6       |
| Punkteränge         | 2               | 2               | 11              | 3               |                 | 11                   |        | 5                 | 34     |        | 7       |
| Starts              | 3               | 5               | 15              | 3               |                 | 14                   | 7      | 6                 | 53     |        | 7       |
| Stand: Karriereende |                 |                 |                 |                 |                 |                      |        |                   |        |        |         |

### Weltcup-Gesamtplatzierungen
| Saison  | Gesamt | Gesamt | Distanz | Distanz |
| Saison  | Punkte | Platz  | Punkte  | Platz   |
| ------- | ------ | ------ | ------- | ------- |
| 2008/09 | 26     | 112.   | 26      | 66.     |
| 2009/10 | 32     | 118.   | 32      | 72.     |
| 2010/11 | 387    | 20.    | 279     | 13.     |
| 2011/12 | 379    | 24.    | 237     | 20.     |
| 2012/13 | –      | –      | –       | –       |
| 2013/14 | 37     | 102.   | 37      | 61.     |
| 2014/15 | 16     | 122.   | 16      | 72.     |
| 2015/16 | –      | –      | –       | –       |
| 2016/17 | 203    | 29.    | 195     | 19.     |